# The Ever Passing Moment
The Ever Passing Moment es el quinto álbum de estudio del grupo estadounidense de punk rock MxPx. Fue lanzado el 16 de mayo de 2000 por A&M Records y cuenta con quince pistas, incluido el sencillo «Responsibility».

## Antecedentes
MxPx obtuvo el reconocimiento de la crítica por este álbum y consiguió un puesto como teloneros de The Offspring y Cypress Hill en la gira Conspiracy of One. «Responsibility» demostró ser un éxito de radio menor, alcanzando el puesto número 24 en la lista Billboard Modern Rock. El bajista Mike Herrera dijo en la cinta VHS de It Came From Bremerton que la composición de su canción en The Ever Passing Moment se inspiró en el segundo álbum de Elvis Costello, This Year's Model.
La cuenta regresiva de introducción en la canción «The Next Big Thing» fue realizada por Dave Grohl.

## Lista de canciones
Todas las canciones fueron escritas por Mike Herrera y arregladas por MxPx.

| CD    |                                  |          |  |
| N.º   | Título                           | Duración |  |
| 1.    | «My Life Story»                  | 2:44     |  |
| 2.    | «Buildings Tumble»               | 2:45     |  |
| 3.    | «Responsibility»                 | 2:40     |  |
| 4.    | «Two Whole Years»                | 2:43     |  |
| 5.    | «Prove It to the World»          | 2:34     |  |
| 6.    | «Educated Guess»                 | 1:46     |  |
| 7.    | «Is the Answer in the Question?» | 2:10     |  |
| 8.    | «The Next Big Thing»             | 2:26     |  |
| 9.    | «Foolish»                        | 2:53     |  |
| 10.   | «One Step Closer to Life»        | 3:10     |  |
| 11.   | «Unsaid»                         | 3:00     |  |
| 12.   | «Here With Me»                   | 2:12     |  |
| 13.   | «Without You»                    | 2:37     |  |
| 14.   | «It's Undeniable»                | 2:47     |  |
| 15.   | «Misplaced Memories»             | 3:35     |  |
| 39:57 |                                  |          |  |

## Créditos
| MxPx - Mike Herrera — bajo, voz - Tom Wisniewski — guitarra, coros - Yuri Ruley — batería Músicos adicionales - Stephen Egerton — guitarra - Dave Grohl — voces en «The Next Big Thing» | Producción - Chip Butters - ingeniero asistente - Jerry Finn - productor, ingeniero, mezclas - Lior Goldenberg - ingeniero, ingeniero asistente - Sean O'Dwyer - ingeniero - Darrel Thorpe - ingeniero asistente |

## Posicionamiento en listas
| Lista (2000)                                    | Mejor posición |
| ----------------------------------------------- | -------------- |
| Australia (ARIA)                                | 81             |
| Estados Unidos (Billboard 200)                  | 56             |
| Estados Unidos (Billboard Top Christian Albums) | 1              |

## Historial de lanzamiento
| País   | Fecha              | Formato | Sello       |
| ------ | ------------------ | ------- | ----------- |
| Varios | 16 de mayo de 2000 | CD      | A&M Records |